# Heinrich von Zipplingen (évêque)
Pour l’article homonyme, voir Heinrich von Zipplingen (Ordre Teutonique).
Heinrich von Zipplingen (mort le 15 septembre 1228) est prince-évêque d'Eichstätt de 1225 à sa mort.

## Biographie
Heinrich vient d'une famille de la noblesse souabe. Heinrich von Zipplingen est mentionné pour la première fois en tant que chanoine d'Augsbourg et d'Eichstätt. En 1221, il est écolâtre de la cathédrale d'Eichstätt. Sa nomination en tant qu'évêque pourrait être due à une nomination par le pape Honorius III, afin de désendetter le diocèse, ce qu'il a fait en grande partie. Plusieurs fois l'évêque est occupé par des voyages, il est souvent dans la suite du roi. Les occasions spéciales auxquelles il participe sont notamment le mariage de Henri VII de Germanie avec Marguerite de Babenberg. Après l'assassinat d'Engelbert de Cologne, on le recense dans le conseil de tutelle du jeune roi Henri VII et des premières activités de construction du château de Mörnsheim (de). Également en 1225, il participe à la démission de l'abbé Konrad von Scheyern forcée par le duc Louis de Bavière et participe en 1227 à l'enquête sur l'évêque de Freising Gerold von Waldeck (de) accusé de gaspillage.